# レベルジャスティス
『レベルジャスティス』は、ソフトハウスキャラから2003年12月12日に発売されたアダルトゲームである。

## 概要
悪の組織の幹部となった主人公が、怪人を造って街を征服するシミュレーションゲーム。マップ上で10地区に分かれた街を全て征服するのがゲームの目標で、材料を組み合わせて制作した怪人や戦闘員を地区内の建築物へ出撃させて制圧する。建築物で敵に出会った場合は戦闘モードとなり、攻撃や防御のコマンドを選択して戦闘を行う。戦闘を終えて本部に戻ると、回収した物資をコインに変換して組織内の各部（研究部・作戦部・情報部など）へ配分でき、例えば研究部へ多く割り当てると怪人制作の材料が増加する、参謀部へ投入して提案された作戦を実行すると特殊イベントが発生するなど、配分比率によって様々な効果がある。物語の設定はハードだが、作中の各所でネタや笑いが仕込まれており、コメディテイストな作品となっている。

## ストーリー
（出典：）
その研究の特異性から世間に認められなかった孤高の天才科学者・柳川千夜は、社会への復讐のため、自分を唯一認めてくれた悪の組織「ヴァルキル」へ身を投じ、怪人を制作して世界征服を目指す。ヴァルキルの一員として政府側の組織「SAFE」と戦っていく中で、次第に隠されていた悲劇が明かされていく。

## キャラクター
（出典：）

### ヴァルキル
破産したヘルオーがわずかに残った私財を投じて作った悪の組織。元々のメンバーは就職浪人や企業をリストラされた者だったため力は弱かったが、千夜を迎えてSAFEに対抗できる力を持つようになる。

#### 幹部・職員
Dr. ヘルナイト
本作品の主人公。本名は柳川千夜。おそるべき頭脳を持つ天才科学者だが、世間ではトラブル続きで研究を認めてもらえず、唯一認めてくれたヴァルキルに幹部待遇で就職。世間への復讐のため、怪人を制作して世界征服を目指す。
冥界真帝ヘルオー
声：紫苑みやび
ヴァルキルのボス。本名は鏡奈一姫（かながみ いちひめ）。元々はお金持ちのお嬢様だったが不況のために落ちぶれてしまい、ヴァルキルを結成して社会へ復讐しようとしている。
冥将シアシア
声：ダイナマイト☆亜美
ヘルオーの側近で組織の参謀。本名は夏如意（シア・ルーイー）。チャイナドレスをまとうお姉さんタイプで、実務的に組織をまとめている。
魔将キリッサ
声：羽賀ゆい
ヴァルキルの戦闘隊長。本名は村崎キリカ（むらさき きりか）。父の借金や破産で困っていた所をヴァルキルに拾われる。ヴァルキルでも強気で頑張っているが、何かと苦労が絶えない。
空野 詩織（そらの しおり）
ヴァルキル基地で通信業務を担当する職員。物静かで極度の人見知り。人前で話すのは苦手だが、電話や無線越しでは普通に会話できる。

#### 怪人・戦闘員
冥獣ウォルフハーゲン
声：春日アン
Dr. ヘルナイトが造った狼型戦闘怪人。遠征軍のリーダーとして活躍する。言葉の学習に時代劇などを使用したためか、「拙者」「ござる」などの言葉遣いをする。
冥獣アーネウス
声：大波こなみ
Dr. ヘルナイトが造った竜型戦闘怪人。メイドの格好をしており、Dr. ヘルナイトを「御主人様」と呼ぶ。戦闘能力は高いが家事能力は皆無。
コゾーン
声：（男）植木亨 / （女）はるかめぐみ
ヴァルキルの一般戦闘員。ほとんど就職浪人やリストラ社員で構成されている。

### 特殊警備機構SAFE
長引く不況から増加した犯罪の防止や犯罪者の鎮圧のために、政府が設立した組織。警察権力より上位の権限を持ち、正義のために活動しているが、莫大に消費する予算と不透明な活動のため世間からは糾弾されている。

#### 幹部・職員
久留間博士
声：立花十四朗
自分の研究のためにSAFEに参加したマッドサイエンティスト。果てしない知的好奇心と自らの欲望のために動く。
リンザ・クローネ
声：大波こなみ
科学者・司令官代理。怪人の戦闘力を上げる研究をしている。生真面目な性格だが好戦的。

#### 国立戦隊セーフスター
戦闘員の葉月たちが勝手に結成したチームで、各自のコードネームもあくまで自称。お互いの仲は今一つ良くない。
ラブリーピンクスター
声：岩泉まい
本名は間崎千早。子どもの頃に見たTVの影響で、周囲の迷惑になるほど正義の情熱に燃えている。コスチュームが好き。
ラブリーグリーンスター
声：宇佐美桃香
本名は涼屋綾菜。普段は花屋で働いている。
ラブリーレッドスター
声：神崎ちひろ
本名は神代美香。お金に苦労した時期があるため、詐欺や万引きなどの悪を憎んでいる。
ラブリーホワイトスター
声：伊藤瞳子
本名は唐紅葉月。普段は清楚でおとなしい学園生だが、ひたすら悪を憎み、正義を貫こうとして戦う。

#### 怪人・戦闘員
力王
声：内野一
ムキムキマッチョな覆面レスラー風の怪人。
烈震
声：立花十四朗
忍者風の怪人。
大惑星宇宙刑事スパイラルレッド
本名は山森真一郎。「正義の味方」としてどこかから不意に現れ、ヴァルキルの悪事を防ごうとする。

## スタッフ
（出典：）
- 企画・シナリオ - 内藤騎之介
- 原画 - 佐々木珠流、明音、ちんじゃおろぉす
- 音楽 - 梶原正裕、荒川憲一、KURANOSUKE
- ムービー製作・怪人デザイン - 皇征介